# Cescage FM
Cescage FM Educativa (ou conhecida por seu antigo nome 107 FM) é uma estação de rádio sediada em Ponta Grossa, no Paraná. Opera em 107.1 MHz, e é administrada pelo Centro de Ensino Superior dos Campos Gerais (Cescage).
Começou a operar em 29 de abril de 2010 de forma experimental em FM 107,7 mHz. Conforme a outorga, sua programação é educativa, com músicas nacionais e internacionais e também informações durante o dia, tais como o extinto flash "107 News" e dica de leituras.
Depois da saída da Lagoa Dourada e Tropical Light FM no dial, foi a primeira emissora no século XXI na cidade a retomar o formato light, easy ou soft, predominantemente com músicas internacionais, no início as primeiras vinhetas anunciavam: O melhor da música contemporânea. Não há anúncios das músicas executadas ou programas de notícias.

## Término da parceria com o Grupo Mundi
Em 8 de abril de 2019 é oficializada o fim da parceria com o Grupo Mundi, a emissora que apesar de pertencer a universidade e ser educativa era administrado por interesses privados, através da Maria Luiza da Conceição e Giovanna Paola Cruz de Oliveira, mãe e irmã respectivamente do prefeito Marcelo Rangel. Para o presidente da Fundaces, José Sebastião Fagundes Cunha Filho a prefeitura não pagou pela veiculação de propagandas a fundação e ainda exigiu o pagamento de 150 mil reais para o rompimento da parceira, além da não devolução dos equipamentos e pagamento do ECAD.